# Pholidoptera
Pholidoptera a fürgeszöcskefélék családjának egyik neme.

## Fajok
A nembe 18 faj tartozik. Magyarországon 5 faj képviseli: a nagy avarszöcske, a galléros avarszöcske, a szürke avarszöcske, a bujkáló avarszöcske és az erdélyi avarszöcske (utóbbi kettő védett).
- Pholidoptera aptera (Fabricius, 1793) - nagy avarszöcske
- Pholidoptera augustae Tarbinsky, 1940
- Pholidoptera brevipes Ramme, 1939
- Pholidoptera dalmatica (H. A. Krauss, 1879)
- Pholidoptera ebneri Ramme, 1931
- Pholidoptera fallax (Fischer von Waldheim, 1854) - galléros avarszöcske
- Pholidoptera femorata (Fieber, 1853)
- Pholidoptera frivaldskyi (Herman, 1871)
- Pholidoptera griseoaptera (De Geer, 1773) – szürke avarszöcske, típusfaj
- Pholidoptera kalandadzei Kartsivadze, 1949
- Pholidoptera littoralis (Fieber, 1853) - bujkáló avarszöcske
- Pholidoptera lucasi F. Willemse, 1976
- Pholidoptera macedonica Ramme, 1928
- Pholidoptera pustulipes (Fischer von Waldheim, 1846)
- Pholidoptera rhodopensis Maran, 1953
- Pholidoptera stankoi Karaman, 1960
- Pholidoptera tartara (Saussure, 1874)
- Pholidoptera transsylvanica (Fischer von Waldheim, 1853) erdélyi avarszöcske